# Collegiata di San Michele Arcangelo (Panicale)
La Collegiata di San Michele Arcangelo è una chiesa di Panicale, in provincia di Perugia.

## Storia e descrizione
La sua fondazione risale al periodo tra il X e l'XI secolo, a cui è seguito un ampliamento nel 1546; ulteriori lavori alla fine del XVII secolo le hanno dato la forma attuale. Presenta una facciata in stile rinascimentale, mentre il suo interno è tipicamente barocco e ricco di opere d'arte.
Nell'abside si può ammirare l'Annunciazione, un affresco attribuito a Masolino da Panicale, anche se la realizzazione sembra in realtà rimandare ad un pittore locale, che esprime uno stile tardo gotico non molto convincente. L'altare conserva un crocifisso ligneo del Cinquecento con le braccia snodabili, usato anticamente per le processioni della settimana santa. In alto vi sono sei medaglioni ad affresco del Seicento raffiguranti un ciclo di Storie di Maria.
Nel terzo altare di sinistra si trova la pala della Natività, L'adorazione dei pastori (1519) di Giovanni Battista Caporali, allievo del Perugino. Sono presenti anche altre tele: L'ultima cena, databile intorno alla fine del XVIII secolo, di autore ignoto; la Crocifissione fra Sant'Ignazio di Lojola, San Filippo Apostolo, San Francesco Saverio e San Girolamo, attribuita a Bartolomeo Barbiani (1640 circa); il San Pellegrino di Tommaso Conca.
Di rilievo anche l'organo Morettini, risalente al 1835 e restaurato grazie alla Libera Associazione Pan Kalon. Dal 2001 l'organo Morettini viene celebrato tutti gli anni in estate in occasione del Festival Organistico Morettini, sempre a cura di Pan Kalon.